# Cantone di Tulle-Urbain-Sud
Il Cantone di Tulle-Urbain-Sud era una divisione amministrativa dell'Arrondissement di Tulle.
A seguito della riforma approvata con decreto del 24 febbraio 2014, che ha avuto attuazione dopo le elezioni dipartimentali del 2015, è stato soppresso.

## Composizione
Comprendeva parte della città di Tulle.